# Fortaleza de Cambambe
A Fortaleza de Cambambe (Kambambe) localiza-se no município de Cambambe, na província de Cuanza-Norte, em Angola.

## História
Esta fortificação foi erguida por forças Portuguesas em 1604, no contexto da penetração e conquista do interior do território angolano pela via do rio Cuanza, o maior do país, assegurando a defesa do presídio (estabelecimento de colonização militar) então fundado.
A ocupação da região das serras de Cambambe custou muito aos Portugueses, em virtude da resistência oferecida pelos nativos à conquista estrangeira. Além de materializar a presença militar Portuguesa, o presídio constituiu-se num activo entreposto de mercadorias e de escravos capturados na região, aguardando pelo seu transporte para o continente Americano.
Até meados do século XIX o presídio e a sua guarnição foram governados por um Capitão-mor.
As ruínas de Cambambe foram classificadas como Monumento Nacional pelo Decreto Provincial n° 67, de 30 de Maio de 1925.
Actualmente encontra-se em ruínas, no entanto em 2016 foram realizadas obras de preservação e do património histórico, arqueológico e cultural, por parte do Ministério da Cultura.

## Características
O forte apresentava planta no formato de um quadrado, com baluartes pentagonais nos vértices, em estilo Vauban. Em seu terrapleno erguiam-se as edificações de serviço: Casa do Comando, Quartéis da Tropa e armazéns.